# Petrovice (zámek)
Zámek v Petrovicích v městském obvodu Praha 10 na adrese Edisonova 1/18 je barokní stavba, chráněná jako kulturní památka. Jedná se o poměrně jednoduchou jednopatrovou stavbu obdélníkového půdorysu s orientací podél osy od severu k jihu. Objekt je v současnosti zchátralý a jako soukromý majetek veřejnosti nepřístupný.

## Historie

### Tvrz
Petrovická tvrz, postavená zřejmě ve 13. století, nedaleko toku Botiče, byla poprvé zmíněna v roce 1489, kdy Václav a Heřman Petrovští prodali plat na petrovické vsi a tvrzi staroměstskému kostelu sv. Linharta.

### Zámek
V roce 1716 Petrovice koupil František Paceli z Adlersheimu, který nechal tvrz ve dvoře přestavět v jednopatrový barokní zámek se středním rizalitem, členěným v patře polosloupy s ukončeným štítem. Paceli zemřel bez potomků v roce 1734 a panství tak zdědil jeho synovec, apelační rada Jan Jindřich, hrabě z Bissingenu.
V roce 1861 Petrovice získal francouzský chemik Nicolas Bellot, spoluzakladatel firmy Sellier & Bellot, která na Žižkově vlastnila
továrnu na výrobu nábojových kapslí. Bellot statek se zámkem prodal hornoměcholupskému statkáři Františku Procházkovi a od něj jej v roce 1908 koupila hraběnka Marie Antonie Gabriela Sylva-Tarouca, manželka hraběte Arnošta Emanuela. V roce 1912 si petrovické panství pronajal Ludvík Kolben.

### Ve 20. století

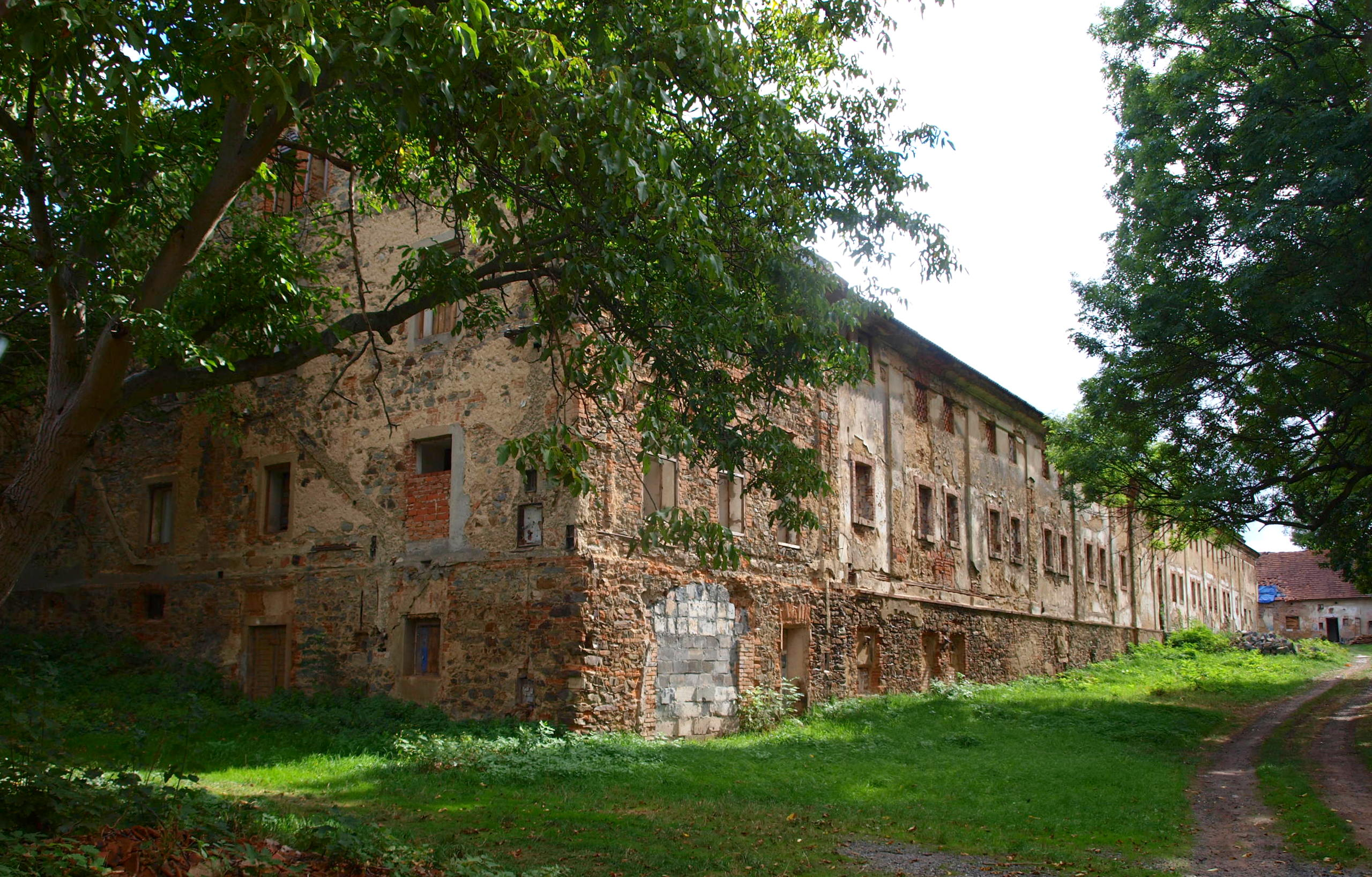
Táž budova v roce 2016

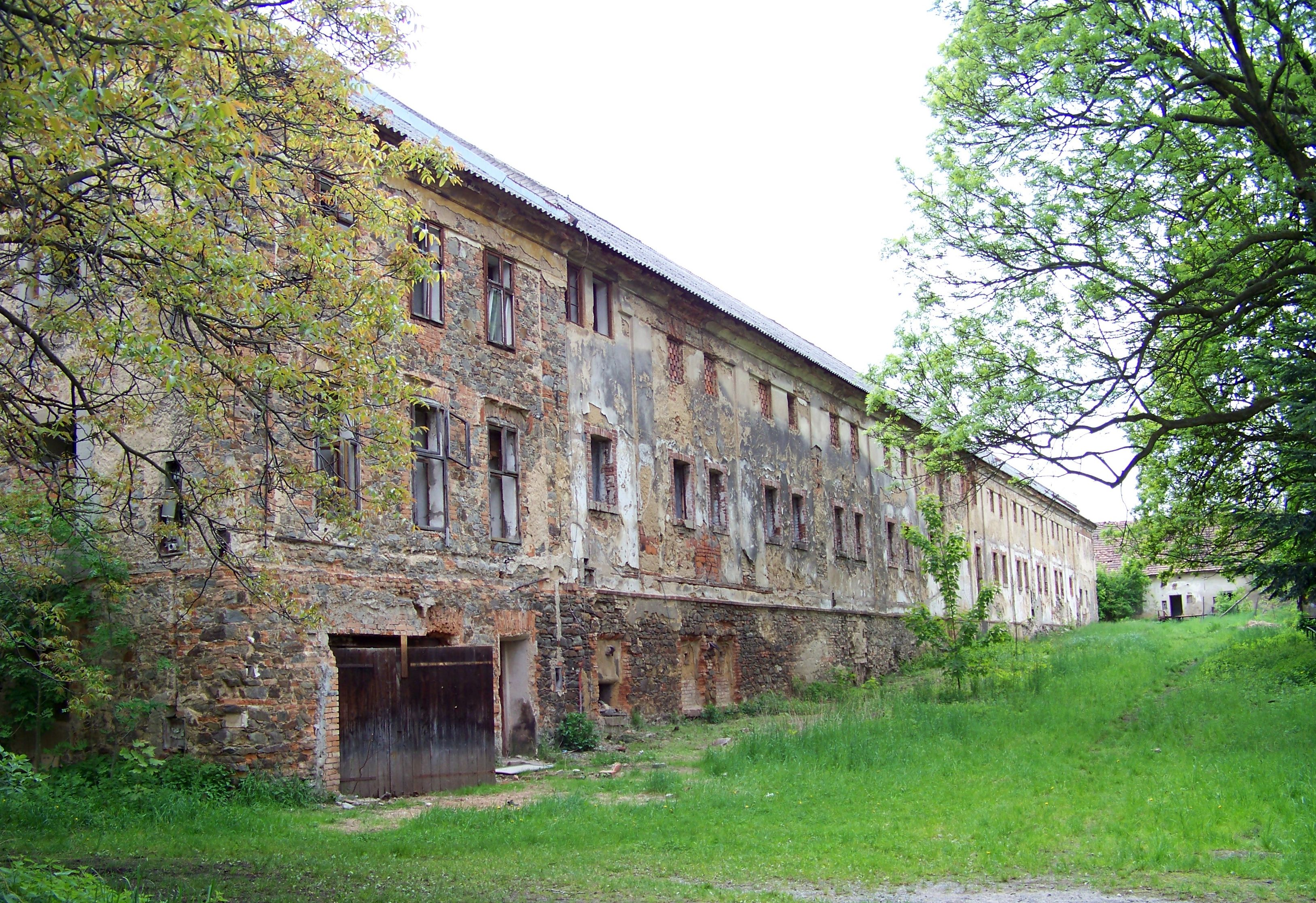
Jedna z hospodářských budov zámku v roce 2010

V roce 1923 bylo z pozemků statku odebráno 60 hektarů, které byly pozemkovou reformou přiděleny především malorolníkům a drobným živnostníkům z Petrovic a Horních Měcholup. Na zbývajících pozemcích byl vyměřen tzv. zbytkový velkostatek s půdou o rozloze přibližně 100 ha a celým komplexem hospodářských budov včetně zámku, který roku 1925 koupil bývalý hospodářský správce Petrovic Roman Danner.
V letech 1927–1929 nechal Zdeněk Danner, bratr majitele, ředitel občanské záložny ve Vršovicích a iniciátor výstavby stadionu Bohemians v Ďolíčku, zámek na svůj náklad zrekonstruovat a zřídit terasu před západním průčelím zámku. Roku 1942, v době německé okupace, byl statek Romanu Dannerovi zabaven pro účely gestapa. V prvních týdnech po válce se sem Danner vrátil.
Část pozemků náležejících k petrovického statku byla po roce 1946 rozprodána, na další půdě vznikl státní statek, do jehož vlastnictví přešel také celý zámecký areál. V březnu 1948 vydal Okresní národní výbor v Říčanech nařízení vyhlásit nad statkem národní správu. Téměř celý pozemkový majetek převzal stát a svěřil ho včetně zámku a přilehlých hospodářských budov Státnímu statku hl. města Prahy, který měl v budově zámku kanceláře.
Státní statek do oprav zámku neinvestoval, budovy byly sice funkční, ale po dobu jeho působení chátraly.

### Po roce 1989

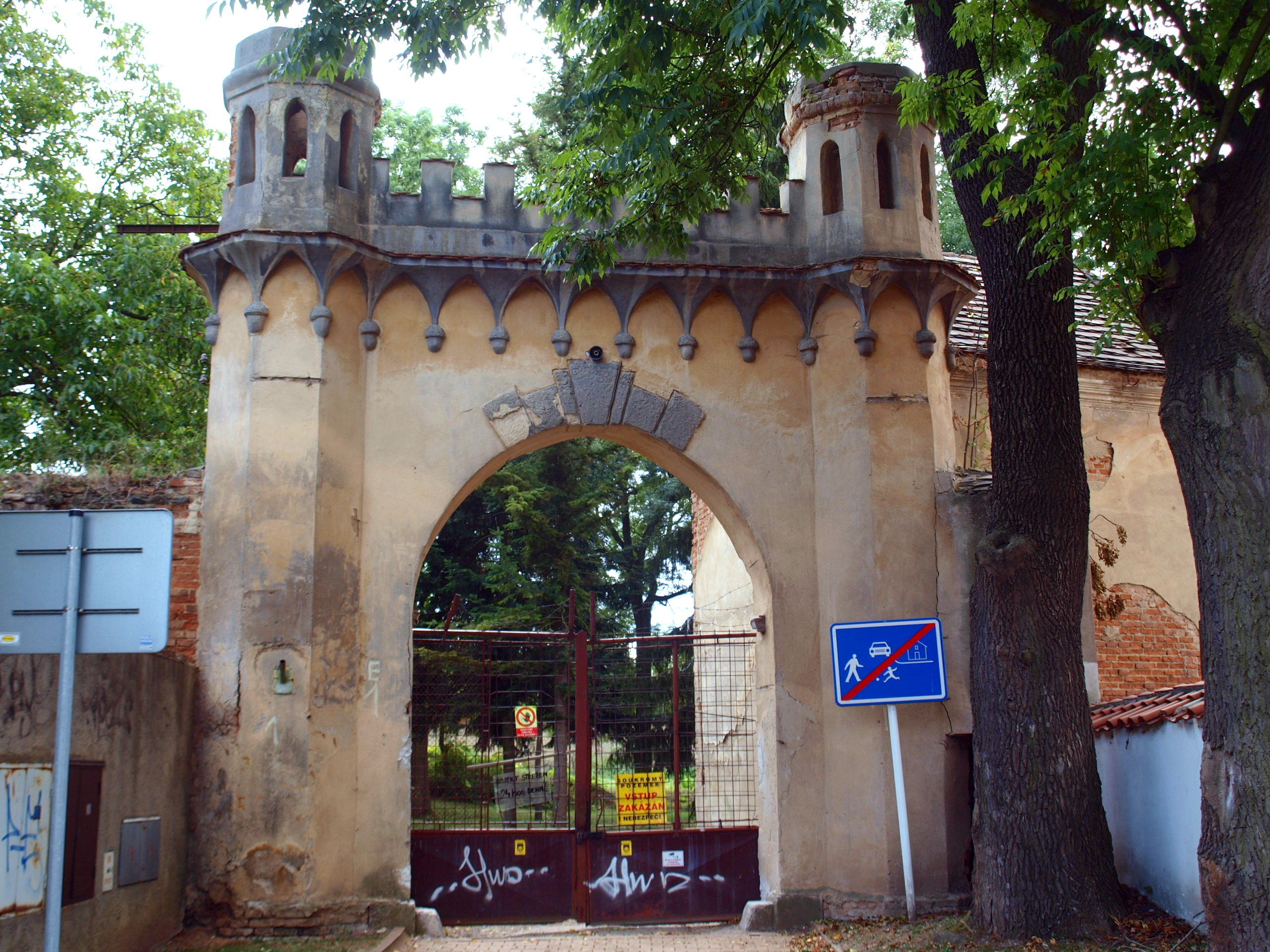
Brána do areálu zámku u kostela sv. Jakuba

Po roce 1989 požádalo o restituci zámku několik osob z různých větví rodiny bývalého vlastníka Romana Dannera. Ten neměl vlastní děti, ale pouze šest sourozenců.

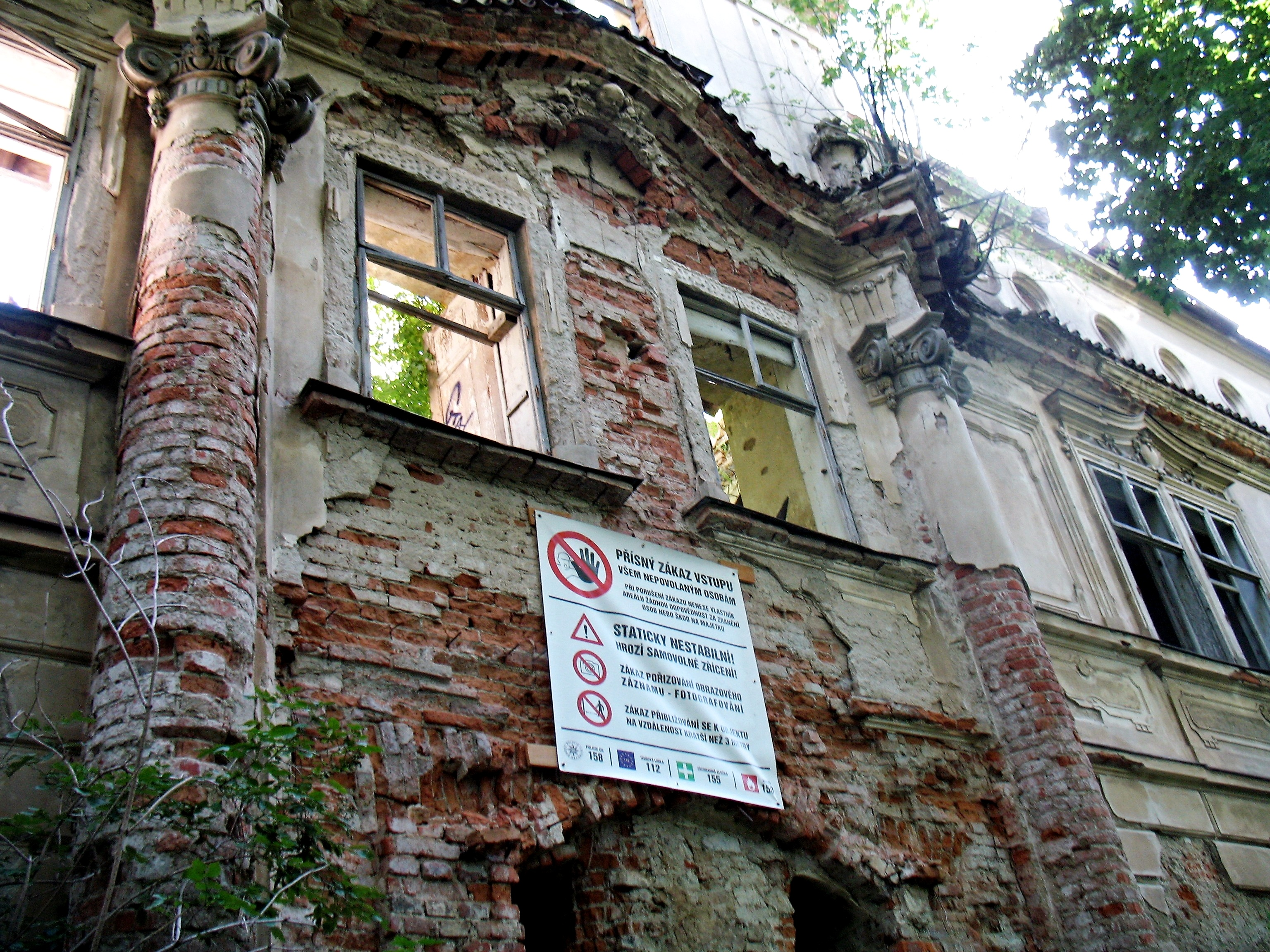
Havarijní stav zámku v roce 2022

Rozhodnutím městského soudu v Praze dostala v roce 2001 zámek jeho neteř Václava Kocíková, a ihned začala s přípravami oprav, pro které jí magistrát přidělil grant ve výši 2,272 milionu Kč na opravu střechy, avšak týden před plánovaným zahájením opravy Ústavní soud rozsudek městského soudu zrušil. Zámek pak dalším rozhodnutím soudu získala praneteř Romana Dannera Andrea Isholová, která zámek ani pozemky neudržovala ani neměla zájem je prodat a s úřady ani s médii téměř nekomunikovala. Kvůli nečinnosti zámek zpustl, zchátral a kvůli nezabezpečení proti vnikání cizích osob se stal terčem vandalů a zlodějů.
Magistrát hlavního města Prahy uložil majitelce několik povinností k zabezpečení areálu, které zůstaly bez odezvy a proto udělil majitelce čtyři pokuty. Některé pozemky patřící k zámku udržuje městská část na své náklady s tím, že je chtěla od majitelky později vymáhat. V roce 2021 došlo ke změně majitelky, kterou se po úmrtí Andrei Isholové stala její dcera Mgr. Suzann Ishola. V červenci 2021 došlo bez vědomí památkové péče k částečnému ubourání zdí. Suzann Ishola se skrze svého právního zástupce vyjádřila pro pořad Reportéři ČT, že bude jednat s příslušnými úřady a dle ní by se měl areál vrátit k užívání lidem.
V roce 2024 byl zámek nabídnut k prodeji v rámci nabídky stavebních pozemků o výměře 38 977 m².

## Popis

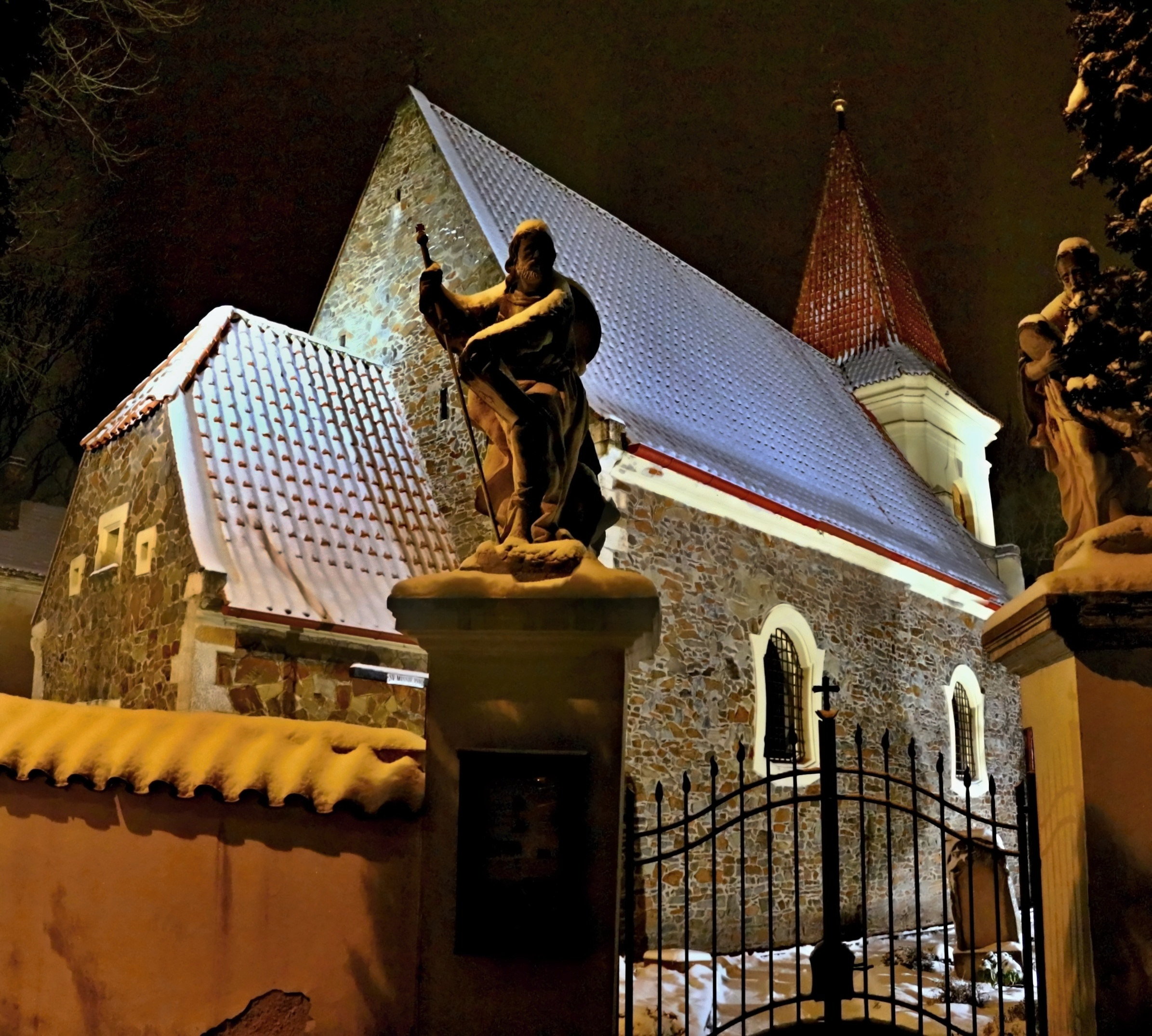
V těsném sousedství zámeckého areálu stojí kostel svatého Jakuba Staršího. Na jeho úpravách v roce 1910 se podílel hrabě Emanuel Sylva-Tarouca

Barokní zámek s neobarokními a neogotickými úpravami v 19. století. Budova zámku je jednopatrová s atikovým polopatrem, fasáda je bohatě vybavena figurální výzdobou. Na severní straně nádvoří je neogotická brána s věžičkami a cimbuřím. Areál je vymezen ohradní zdí. Součástí areálu je množství rozsáhlých hospodářských objektů.
Areál je bez využití, neobydlený a bez údržby. Podle zprávy z roku 2008 byl stav konstrukce kritický, objekt byl staticky narušen, náletová zeleň v progresi. Roku kritický stav hlavní zámecké budovy i většiny hospodářských objektů trval, část objektu mezitím vyhořela. Roku 2012 byly v areálu provedeny některé zásahy proti vniknutí osob. Stav hlavní zámecké budovy byl havarijní, střecha propadlá, sochařská výzdoba odcizena a poškozena aj. Budova při hřbitovu byla vyhořelá a stále bez zastřešení. Hospodářské objekty bez využití a v havarijním stavu. V listopadu 2013 bylo zjištěno prolomení provizorního zazdění některých okenních otvorů v přízemí zámku a areál byl obýván bezdomovci. Přilehlý park měl zaniklou kompozici, původní dřeviny zarůstají nálety, probíhá postupná destrukce terasy schodiště, zábradlí a terasní zdi, ohradní zeď byla částečně v havarijním stavu.